# Wikimedia Enterprise
Wikimedia Enterprise là sản phẩm thương mại của Wikimedia Foundation nhằm cung cấp dữ liệu của các dự án Wikimedia bao gồm cả Wikipedia theo cách dễ tiêu thụ hơn. Nó cho phép khách hàng truy xuất dữ liệu ở quy mô lớn và tính khả dụng cao thông qua các định dạng khác nhau như Web API, ảnh chụp nhanh hoặc luồng dữ liệu. 
Sản phẩm này được công bố lần đầu tiên vào tháng 3 năm 2021 và ra mắt vào ngày 26 tháng 10 năm 2021.
Google và Internet Archive là những khách hàng đầu tiên của Wikimedia dù Internet Archive không trả tiền cho sản phẩm này.